# Evangelina Pérez Silva
Evangelina Pérez Silva (Oaxaca, 1931) es una científica mexicana, bióloga especializada en Micología en el estudio de macromicetos. Es Investigadora Titular C en la Universidad Nacional Autónoma de México (UNAM), adscrita al Instituto de Biología de dicha institución y con nombramiento del Sistema Nacional de Investigadores nivel II. Se le considera una pionera en el campo de la micología, por sus contribuciones científicas y en la incorporación de más mujeres en el estudio de la micología, así como su entusiasmo en la difusión y organización de los eventos micológicos en México y el extranjero. En su honor, la especie Xylaria perezsilvae lleva su nombre.

## Trayectoria académica
Estudió Biología en la Facultad de Ciencias de la Universidad Nacional Autónoma de México, obteniendo su título de Bióloga en 1959 con su trabajo de tesis titulado: Acción antimicrobiana de algunos antibióticos extraídos de hongos superiores. Continuó con sus estudios en la misma Facultad de Ciencias, realizando una maestría y obteniendo el grado en 1962. Posteriormente, estudió su doctorado en la Universidad de París en Francia. Obtuvo su grado de doctora con la tesis Les Inocybes du Mexique et les cystides des Hymenomycetes, en enero de 1967.
Ingresó como técnica académica en la Facultad de Ciencias de la UNAM desde 1961 y en 1970 ya era investigadora de dicha institución en donde ha desarrollado su trabajo micológico hasta nuestros días. En 1965, Evangelina Pérez Silva fundó la Sociedad Mexicana de Micología Médica A.C. junto con Teófilo Herrera, Antonio González Ochoa y Gastón Guzmán. Integrante y fundadora de la Cofradía de Micófagos en 1995. Durante el período de 1995–1997, fungió como presidenta de la Sociedad Mexicana de Micología.

### Áreas de investigación
Evangelina Pérez Silva ha dirigido diversos proyectos científicos, destacando las Contribuciones monográficas de la biodiversidad de los macromicetos mexicanos, Contribuciones para el conocimiento de la biodiversidad de los macromicetos mexicanos y el Código de Barras de hongos ectomicorrízicos de localidades selectas del Neotrópico mexicano. Sus proyectos científicos están enfocados en siete principales áreas de investigación:  
1. Ecología de la conservación
2. Prospección y manejo de recursos
3. Restauración ecológica
4. Sistemática de la conservación
5. Taxonomía y sistemática filogenética
6. Florística
7. Toxicología

## Producción científica
Cuenta con una extensa lista de publicaciones, creó más de 112 trabajos científicos y presentó más de cien trabajos en congresos nacionales e internacionales. Impartió más de 80 conferencias en diversos temas de Micología. Además, Pérez Silva escribió 6 libros, 17 capítulos de libros y 22 trabajos de divulgación. También, sus diversos trabajos cuentan con más de 500 citas. Dirigió diferentes tesis de licenciatura y maestría y algunos de sus alumnos son ahora destacados micólogos.

### Artículos científicos
- Radiocesium accumulation in edible wild mushrooms from coniferous forests around the Nuclear Centre of Mexico. Gaso MI, Segovia N, Herrera T, Perez-Silva E, Cervantes ML, Quintero E, Palacios J, Acosta E. Sci Total Environ. 1998 Nov 10;223(2-3):119-29. doi: 10.1016/s0048-9697(98)00307-6. PMID: 9861731
- Herrera, T., E. Pérez-Silva, 1968. El herbario micológico (macromicetos) del Instituto de Biología de la Universidad Nacional Autónoma de México. Boletín Informativo de la Sociedad Mexicana de Micología 2:41-44.
- Pérez-Silva, E., 1959. Acción antimicrobiana de algunos antibióticos extraídos de Hongos Superiores. Boletín Sociedad Botánica México 24:1-13.

### Exposiciones micológicas
Las exposiciones micológicas en México datan desde 1969, son organizadas principalmente por la Sociedad Mexicana de Micología. En 1969, se realizó la I Exposición de Hongos en el Instituto de Biología de la UNAM. Estas exposiciones también se han efectuado en otros estados de México, como Chiapas, Chihuahua, Estado de México, Hidalgo, Jalisco, Michoacán, Morelos, Oaxaca, Sonora, Tlaxcala, Veracruz y Yucatán, entre otros. Y tuvieron como sede escenarios como el Museo de Historia Natural del Bosque de Chapultepec y el Jardín Botánico del Instituto de Biología de la UNAM.
Pérez Silva ha sido una entusiasta divulgadora de todo lo relacionado con los hongos, y ha contribuido a la organización de diversas exposiciones micológicas. Las exposiciones micológicas en México se han organizado con diversas temáticas centradas en los hongos, tales como ¿Qué son los hongos?, ¿Cómo se estudian los hongos?, Los Hongos y el Hombre, Los Hongos: Tradición Prehispánica y Ciencia Moderna. Otras exposiciones micológicas han traspasado la academia y han incursionado a la gastronomía, tales como  Los hongos en la cocina mexicana, donde se han incluso organizado degustaciones gourmet.  La exposición Flores que no son flores también se extendió más allá de la academia, se organizó en el Museo de Filatelia de Oaxaca (Mufi) en el 2003 y se repitió en el año 2004 como parte de otros festivales culturales. La exposición Flores que no son flores, exhibió más de 400 estampillas provenientes de 44 países y que ilustran la gran variedad de hongos que hay en el mundo. La clasificación científica y el estudio de estas más de 400 especies de hongos fueron realizadas por científicos a cargo de Evangelina Pérez Silva. El nombre de esta colección se refiere a que algunas especies de hongos “son tan bellas como las mismas flores”, sin serlo. Esta muestra permitió confirmar los aportes de la filatelia a la sociedad. Así como promover, el conocimiento de las características alimenticias, culinarias, medicinales y las noblezas de los hongos, así como los riesgos del consumo de alguna especie tóxica.

### Aportaciones
La aportación de Evangelina Pérez Silva fue trascendental en el conocimiento de diversos géneros de Xylariales (Cordyceps, Daldinia, Discoxylaria, Phylacia y Xylaria) en México. Describió cuatro especies de los géneros Meripilus, Cyathus, Amanita y Xylaria. Sus aportaciones en el área de la micología traspasaron el campo académico, Evangelina es también muy reconocida y apreciada por su gusto por la cocina gourmet a base de hongos.

## Reconocimientos
- Especie Xylaria perezsilvae nombrada en su honor. En 1999 Felipe San Martín, en reconocimiento a las contribuciones de Evangelina Pérez Silva al conocimiento de los Xylariales mexicanos , dedicó la especie Xylaria perezsilvae .

- Medalla Al Mérito Académico . Otorgada por sus 25, 35 y 45 años de labor ininterrumpida como académica de la UNAM.

- Medalla Al Mérito Universitario. Otorgada en mayo del 2010 por 50 años de labor ininterrumpida como investigadora del Instituto de Biología en la UNAM.